# Campionati europei di duathlon del 1996
I Campionati europei di duathlon del 1996 (VII edizione assoluta) si sono tenuti a Mafra in Portogallo.
La gara maschile è stata vinta per la quarta volta consecutiva dallo svizzero Urs Dellsperger. Quella femminile è stata vinta dall'olandese Irma Heeren, che bissa il successo del 1993.

## Risultati

### Élite uomini
| Pos. | Pos.                  | Paese       | Totale   |
| ---- | --------------------- | ----------- | -------- |
|      | Urs Dellsperger       | Svizzera    | 01:51:41 |
|      | Pierre-Alain Frossard | Svizzera    | 01:53:09 |
|      | Rob Barel             | Paesi Bassi | 01:53:33 |

### Élite donne
| Pos. | Pos.                   | Paese       | Totale   |
| ---- | ---------------------- | ----------- | -------- |
|      | Irma Heeren            | Paesi Bassi | 02:02:32 |
|      | Natascha Badmann       | Svizzera    | 02:06:07 |
|      | Kerstin Rudolph        | Germania    | 02:08:22 |
| 4    | Ulrike Haas            | Germania    | 02:10:46 |
| 5    | Maribel Blanco Velasco | Spagna      | 02:10:59 |